# Nacionalni park Tongariro
Nacionalni park Tongariro koji je najstariji nacionalni park Novog Zelanda, osnovan u listopadu 1887. god. Nazvan je po vulkanu Tongariro (maorski) koji se nalazi unutar vulkanskog prstena jezera Taupo u središnjem dijelu Sjevernog otoka. Tongariro se nalazi 20 km jugozapadno od jezera Taupo i najsjeverniji je od tri aktivna vulkana Sjevernog otoka; s druga dva, Ruapehu i Ngauruhoe, čini Nacionalni park Tongariro. On je 1990. godine upisan na popisu mjesta svjetske baštine u Oceaniji, a 1993. je njegov status potvrđen kao prvo mješovito - kulturno i prirodno dobro, tj. kulturni krajolik. Naime, unutar parka se pored aktivnih i ugaslih vulkana, te raznolikih ekosustava i spektakularnih krajolika, nalazi i nekoliko maorskih svetišta, uključujući vrhove navedenih vulkana koji se smatraju za tapu („sakralno”).
Park ima površinu od 795,98 km² i nalazi se na pola puta (oko 325 km) između Aucklanda i Wellingtona. Na njegovim granicama se nalaze mnoga naselja kao što su: Ohakune, Waiouru, Horopito, Pokaka, Erua, National Park Village, Whakapapa skifield i Turangi. Oni su povezani dobroodržavanim cestama, koje su opet povezane s autocestama 1 i 47, te pružaju jednostavan pristup parku.

## Prirodne odlike
Lanac vulkana ima prosječnu visinu od 500-1.500 m, a 3 km od njih se nalazi jezero Rotopounamu, te planine Pihanga i Kakaramea, odvojene od vulkana jezerom Rotoaira. Rijeka Whanganui izvire unutar parka, te nastavlja teći kroz NP Whanganui prema zapadu. Istočno od parka nalazi se gorje Kaimanawa.
Vulkani Tongariro, Ngauruhoe i Ruapehu su najjužniji vulkani 2.500 km dugog lanca vulkana ispod kojih se sastaju Indo-Australijska i Pacifička tektonska ploča. Kako se Pacifička podvlači ispod Indo-australijske ploče, ona se zbog velikih temperatura u astenosferi topi pri čemu nastaje magma. Kako je ona manje gustoće, uzdiže se kroz pukotine litosfere uzrokujući brojne i raznolike vulkanske aktivnosti u ovom području. Ovi procesi se odvijaju već posljednjih dva milijuna godina. Tongariro je, pored jako aktivne sjeverne skupine vulkana koji ne spadaju u granice parka, posebno aktivan i sastoji se od čunjeva, kratera, eksplozivnih jama, putova lave i vulkanskih jezera. Pored njih tu se nalaze i brojni ugasli vulkani, ledenjaci, naslage lave i raznolike vrste izvora. Snažna glacijacija je posljednjih 14.700 godina erodirala Tongariro i Ruapehu u kojima se danas nalaze ledenjačke doline i raznolike morene. Danas se ledenjaci mogu naći samo na Ruapehu i nakon nekoliko desetljeća povlačenja imaju duljinu kraću od 1 km.

### Flora
Unutar parka se nalaze raznolika staništa, od ostataka kišne šume do skoro potpuno golih polja leda. Od nižih dijelova parka do 1.000 m na zapadu i sjeveru, na oko 3.000 ha, nalazi se, nekad svudprisutna, mješovita kišna šuma umjerenih područja. Na višim dijelovima parka nalaze se i šumarci bukvi, dok iznad 2.000 m žive samo neki lišajevi. Grmlje pokriva oko 9.500 ha, a travnjaci trsa pokrivaju velika područja (oko 150 km²) na sjeverozapadu parka i oko planine Ruapehu, na visinama od oko 1200–1500 m. Najvišim dijalovima parka dominiraju polja šljunka i kamenja.

### Fauna
U parku obitava 56 vrsta ptica među kojima su i rijetke endemske vrste kao što su smeđi kivi, novozelandski sokol (Falco novaeseelandiae) i južni kokako (Callaeas cinereus), te ugrožene vrste kao što su kaka (Nestor meridionalis), sinja patka (Hymenolaimus malacorhynchos). Od sisavaca u parku obitavaju obje autohtone vrste šišmiša, Mystacina tuberculata i Chalinolobus tuberculatus.
Pored njih u parku obitavaju i brojne uvedene vrste koje su donijeli Europljani: štakori, mačke, hermelini, zečevi, oposumi i obični jeleni. Najveće probleme u parku stvara invazivna vrsta vrijesi (uvedene za ispašu tetrijeba za lov koji nikada nisu uvedeni) koja se širi i prijeti ekološkim sustavima endemskih biljaka u parku.
- Smaragdna jezera Tongarira
- Plavo jezero Tongarira
- Ngauruhoe krater
- Ruapehu
- Taranaki slapovi

## Kulturne odlike
Potomci prvih Maora koji su naselili Novi Zeland prije 14. stoljeća još uvijek polažu pravo na zemlju Sjevernog otoka od sjevera na jug do NP Tongariro. Stanovništvo unutar parka, pleme Ngati Tuwharetoa, se identificira s Ngatoroirangijem, navigatorom prvih Arawa kanua i mitskim nositeljem vatre kojim su zapaljene vatre Tongariroa. Njihov vrhovni poglavica, Mananui To Heuheu, je 1840. godine odbio potpisati Sporazum u Waitangi kojim je trebao priznati suverenost Britanskog carstva. Njegov sin Horonuku (kasnije poznat kao Te Heuheu Tūkino IV.), koji ga je naslijedio 1846. godine, došao je pod snažan pritisak europskih doseljenika koji su bili gladni novih područja. Suočen s dilemom o podijeli zemlje nakon sukoba s plemenom Maniapoto iwi i gubitkom zemlje u korist Zemaljskog suda (Land Court), Horonuku je prihvatio savjet svog zeta Lawrencea Gracea i predložio je osnutak nacionalnog parka u vlasništvu britanske krune koji bi ostao maorski taou („sveto mjesto”). Uz dozvolu poglavice Tuwharetoa središnje područje vulkana od 26,4 km² je predano na poklon kruni u rujnu 1887. godine. Novoosnovani nacionalni park je bio prvi u Novom Zelandu i četvrti u svijetu.
Britanci su nastavili proširivati park otkupljivanjem okolnog zemljišta i do 1894. godine imao je 252,13 km², a 1922. je proširen na 586,8 km². God. 1975., uklapanjem rezervata Pihanga, park je proširen na današnjih 795,98 km².

## Vanjske poveznice
- Department of Conservation information on Tongariro National Park (engl.)